# Oficerska Szkoła Broni Pancernej
Oficerska Szkoła Broni Pancernej (OSBPanc) – szkoła Wojska Polskiego  kształcąca kandydatów na oficerów wojsk pancernych.

## Formowanie i zmiany organizacyjne
Szkoła została utworzona rozkazem Naczelnego Dowódcy WP nr 56 z 19 października 1944 w Chełmie jako Oficerska Szkoła Czołgów o etacie 017/354 o ogólnym stanie 1665 podchorążych. Szkole przekazano 11 Brygadę Czołgów Armii Czerwonej, której oficerowie stanowili kadrę specjalistyczną, a sprzęt pancerny wykorzystywano do szkolenia. Działalność szkoleniową rozpoczęto 20 listopada 1944. W szkole było wówczas 350 podchorążych przygotowywanych na stanowiska: dowódców czołgów i plutonów czołgów ciężkich, dowódców czołgów i plutonów czołgów średnich, mechaników – kierowców czołgów ciężkich, dowódców dział samobieżnych, dowódców plutonów samochodów pancernych i transporterów opancerzonych, zastępców dowódców kompanii czołgów ds. technicznych. Ich szkolenie trwało 6 miesięcy. W 1945 w szkole sformowano też kompanię dokształcającą. W styczniu 1945 w szkole było 356 oficerów i 284 podoficerów kadry stałej oraz 1619 podchorążych. Do chwili zakończenia wojny wyszkolono łącznie 1036 oficerów wojsk pancernych.
Szkoła funkcjonowała w Chełmie do kwietnia 1945 r., a następnie została przeniesiona do Modlina. W tym czasie zmieniono jej nazwę na Oficerską Szkołę Broni Pancernej oraz zmniejszono jej stan etatowy do 478 oficerów i podoficerów stanu stałego i 560 podchorążych. Czas szkolenia podchorążych wydłużono do roku, a następnie do dwóch lat. W czerwcu 1947 szkołę przeniesiono do Poznania, gdzie po połączeniu z Oficerską Szkołą Samochodową, którą rozformowano, powstała Oficerska Szkoła Broni Pancernej i Wojsk Samochodowych. Szkołę rozlokowano w koszarach artyleryjskich przy ul. Golęcińskiej, które przed wojną zajmowały: 7 pułk artylerii ciężkiej, 7 dywizjon artylerii konnej i 7 dywizjon artylerii przeciwlotniczej.
W szkole przygotowywano oficerską kadrę dowódczą dla potrzeb dynamicznie rozbudowywanych wojsk pancernych i zmotoryzowanych. W 1948 roku szkoła ponownie przyjęła nazwę Oficerskiej Szkoły Broni Pancernej, co związane było z przejęciem szkolenia kadry dla służby samochodowej przez Oficerską Szkołę Samochodową w Pile.
W 1951 szkołę przekształcono w Oficerską Szkołę Wojsk Pancernych i Zmechanizowanych.

## Kadra szkoły
Komendanci
- płk Jan Lewandowski (1944-1945)
- płk Gwidon Czerwiński (1945)
- gen. bryg. Jan Mierzycan (1945-1946)
- płk Dymitr Korol (1946)
- płk Józef Żymierski (1946-1949)
- płk Jan Płużnik (1949-1951)